# Église méthodiste colombienne
L’Iglesia Metodista Colombiana (Église méthodiste colombienne) est une Église méthodiste de Colombie érigée en 1996 à la suite de missions des églises méthodistes de Cuba et du Brésil menées dans les années 1980. 
Elle est membre du Conseil latino-américain des Églises (CLAI), du Conseil des Églises évangéliques méthodistes d'Amérique latine et des Caraïbes et du Conseil méthodiste mondial. 
Elle compte 28 communautés locales.

## Liens
- Site officiel